# Eberlanzia (animal)
Eberlanzia es un género de arácnido  del orden Solifugae de la familia Daesiidae.

## Especies
Las especies de este género son:
- Eberlanzia benedicti
- Eberlanzia flava